# Unias
Unias település Franciaországban, Loire megyében. Lakosainak száma 455 fő (2022. január 1.). Unias Rivas, Boisset-lès-Montrond, Craintilleux, Cuzieu, L’Hôpital-le-Grand és Montrond-les-Bains községekkel határos.

## Népesség
A település népessége az elmúlt években az alábbi módon változott:
| Lakosok száma | 114  | 202  | 204  | 301  | 412  | 436  | 433  | 423  | 424  | 455  |
|               | 1968 | 1982 | 1990 | 2006 | 2013 | 2015 | 2017 | 2019 | 2020 | 2022 |